# فرودگاه منطقه‌ای نورث‌وست (فلوریدا)
 فرودگاه منطقه‌ای نورث‌وست (فلوریدا) (به انگلیسی: Northwest Florida Regional Airport) (به زبان بومی: Eglin Air Force Base) یک فرودگاه همگانی و نظامی بهره‌برداری هوایی با کد یاتا VPS است که یک باند فرود آسفالت دارد و طول باند آن ۳۶۵۹ متر است. این فرودگاه در کشور ایالات متحده آمریکا قرار دارد و در ارتفاع ۲۷ متری از سطح دریا واقع شده است.

## شرکت‌های هواپیمایی و مقصدهای پروازی

Countries served by flights from Haneda Airport (includes seasonal and future destinations).

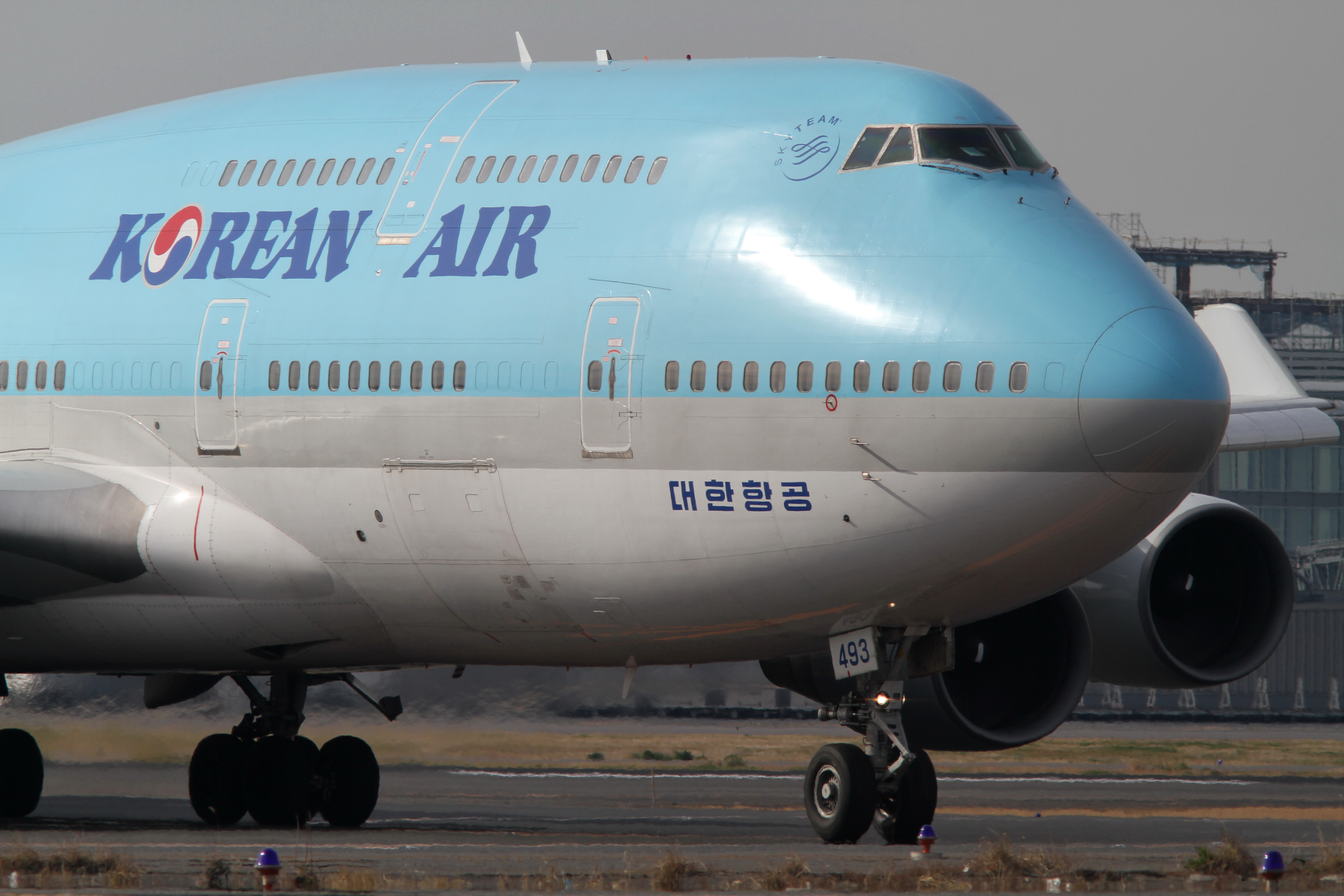
کورین ایر بوئینگ ۷۴۷ taxiing at Haneda Airport.

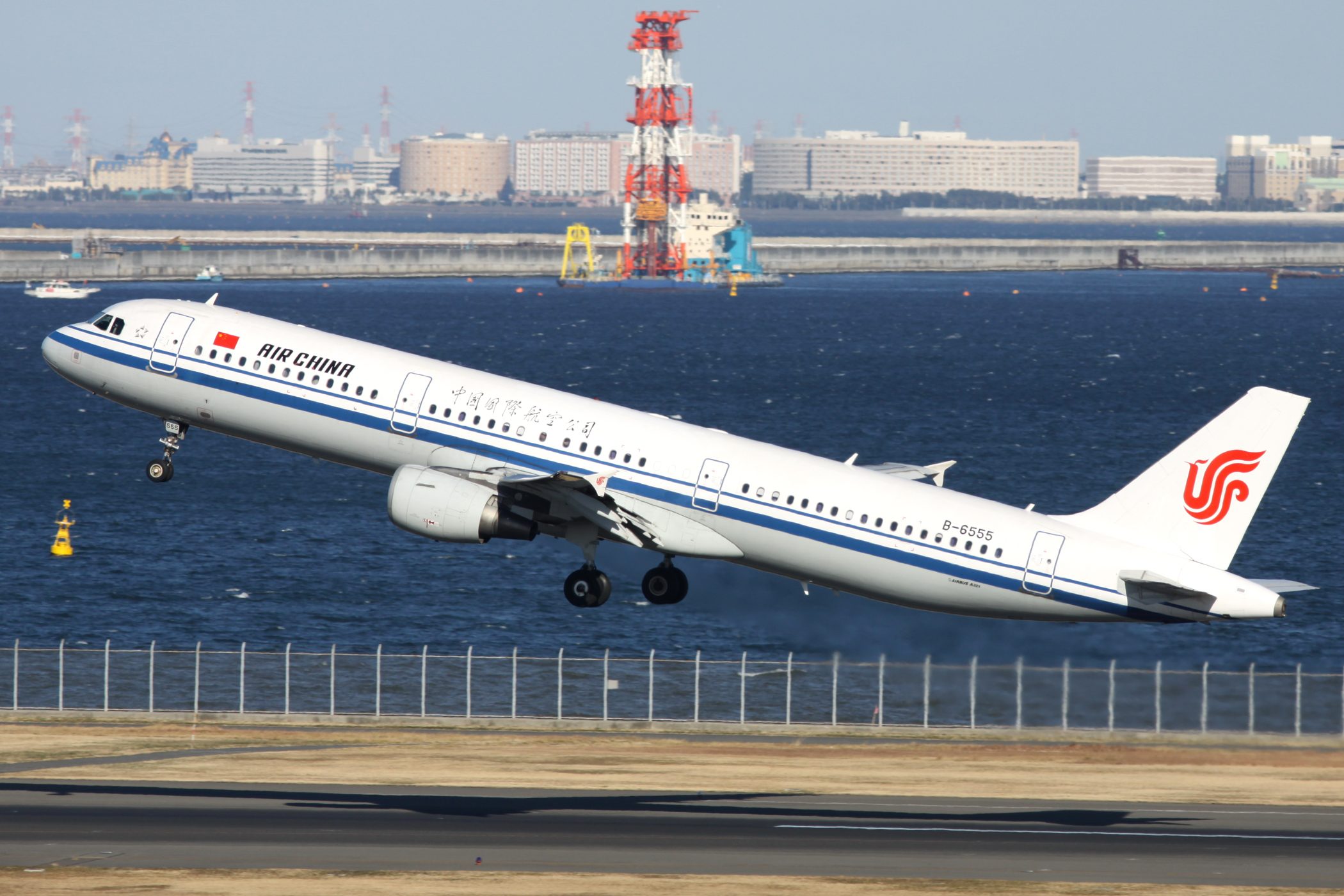
ایر چاینا خانواده ایرباس ای۳۲۰ taking off from Haneda Airport.

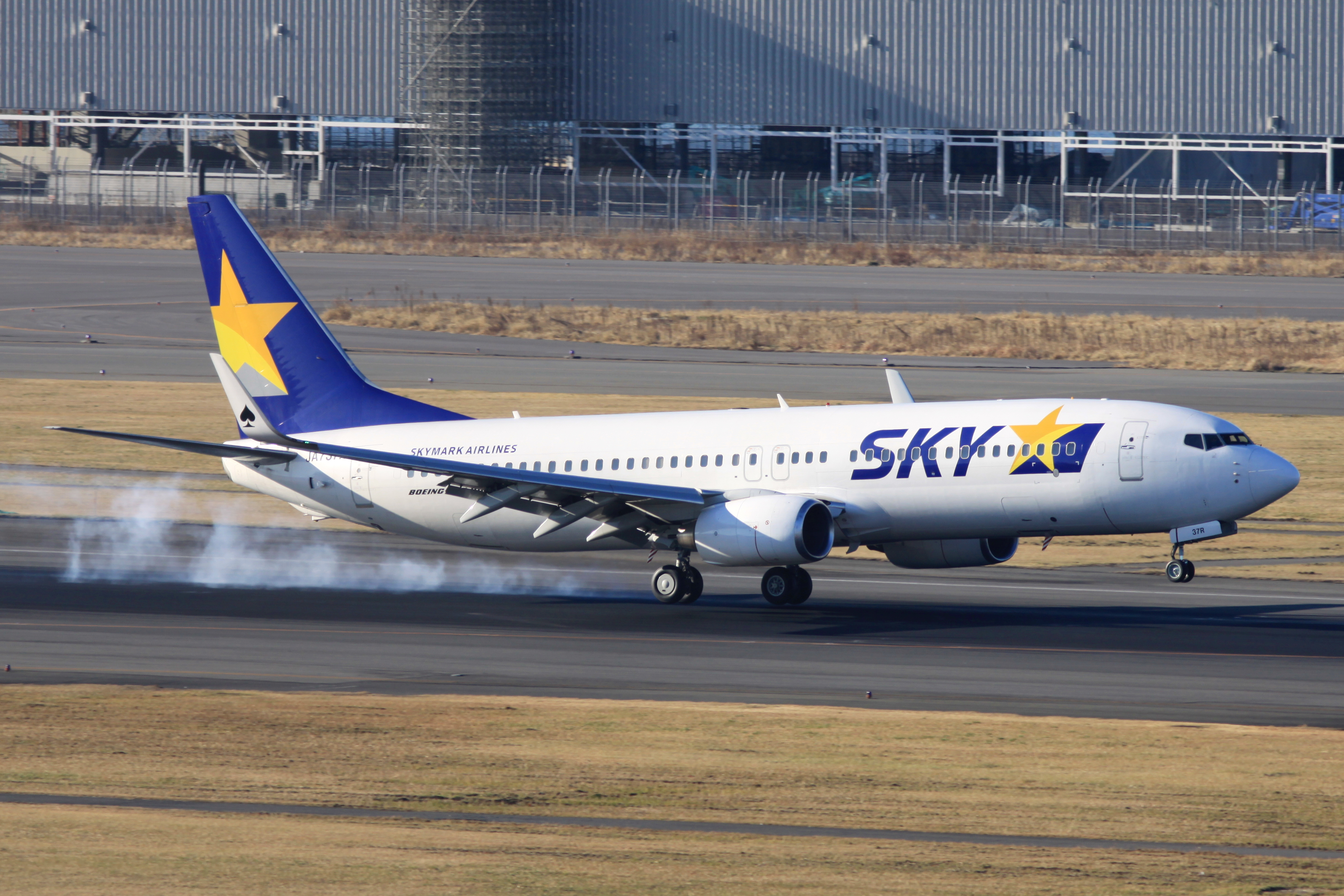
Skymark Airlines landing at Haneda Airport.

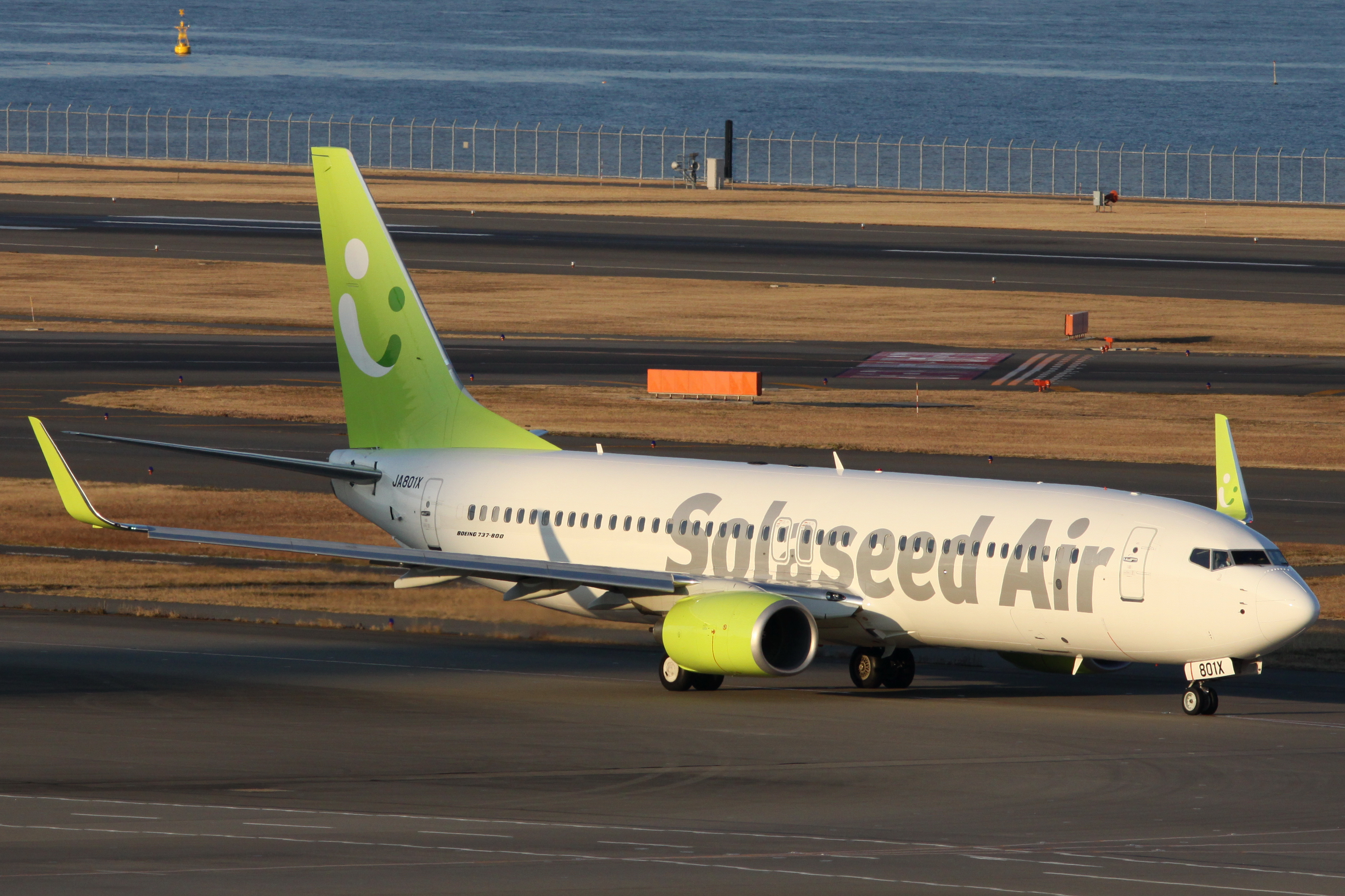
Solaseed Air بوئینگ ۷۳۷ نسل بعدی taxiing at Haneda Airport.

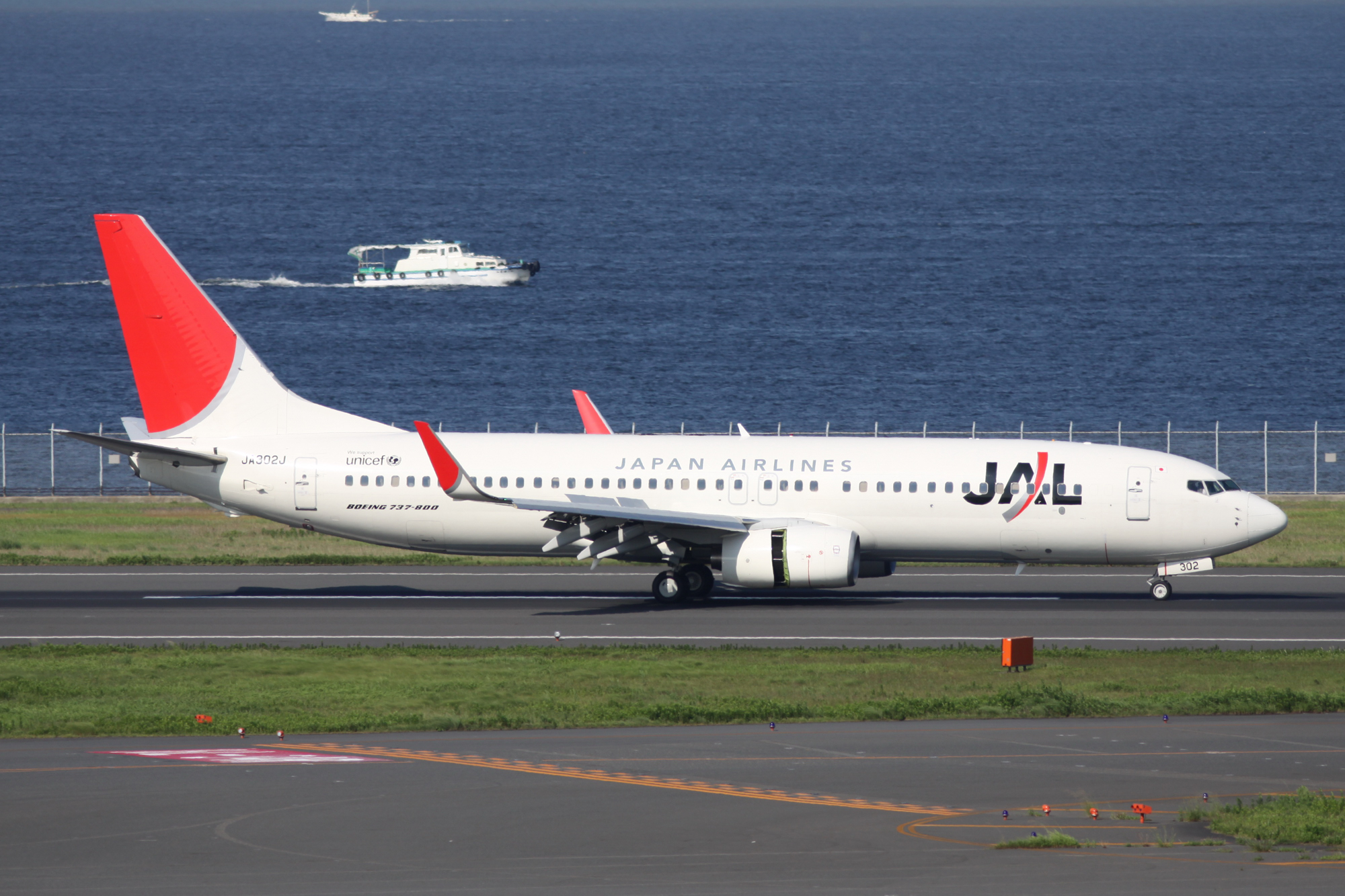
JAL Express بوئینگ ۷۳۷ نسل بعدی taxiing at Haneda Airport.

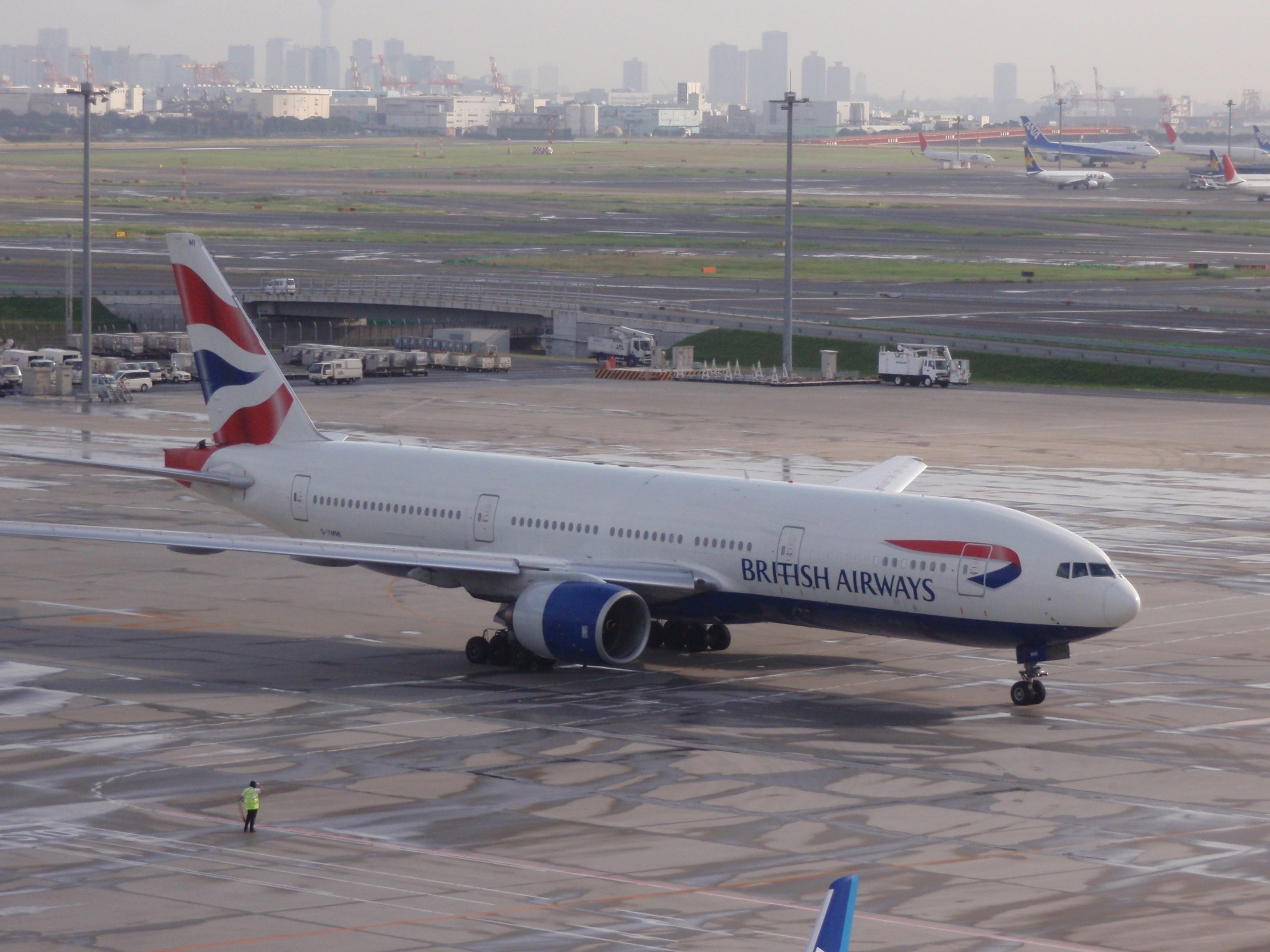
بریتیش ایرویز بوئینگ ۷۷۷ taxiing

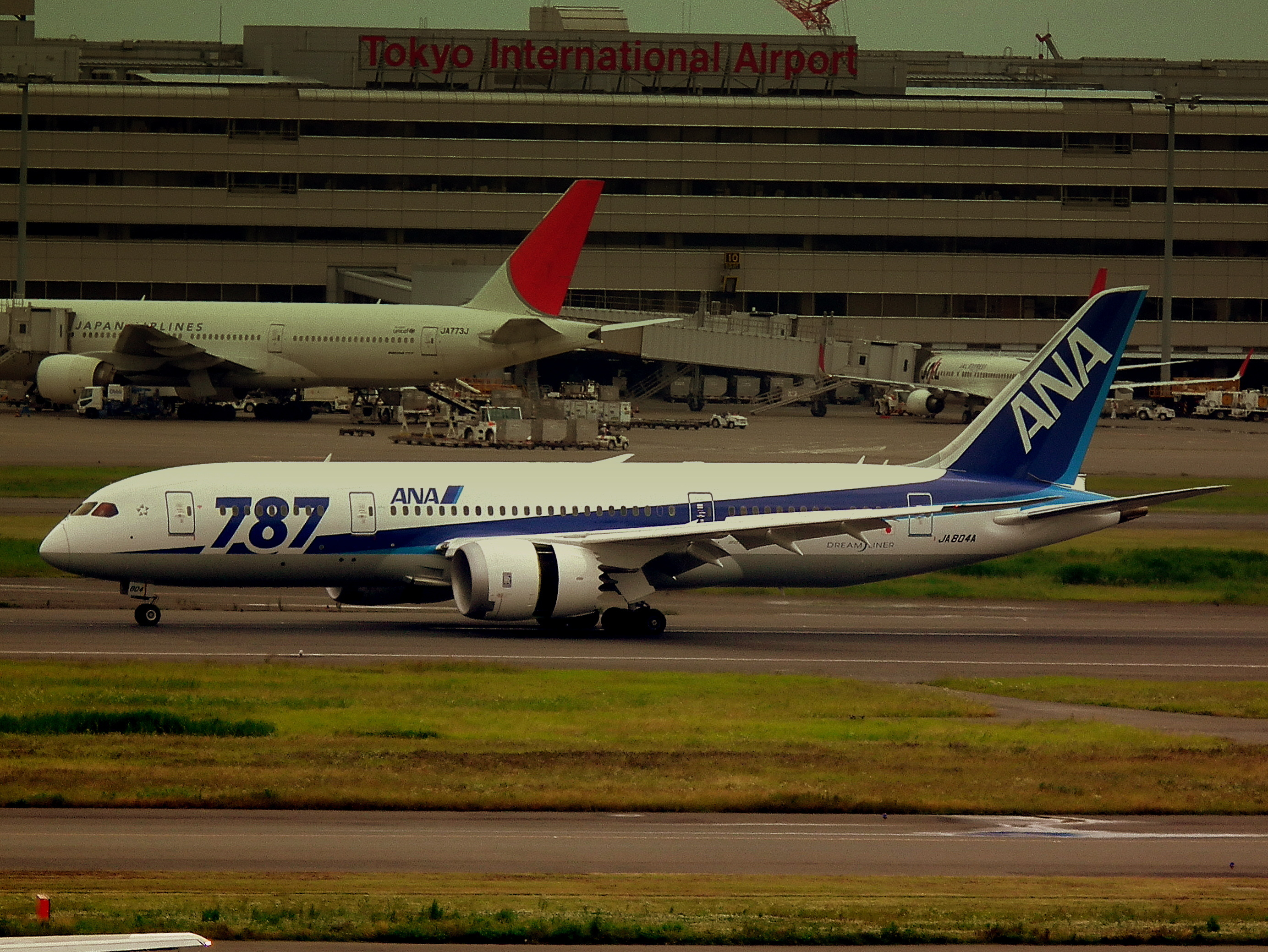
آل نیپون ایرویز بوئینگ ۷۸۷ دریم‌لاینر taxiing

| شرکت‌های هواپیمایی                            | مقصدهای پروازی | Terminal      |
| -------------------------------------------- | --- | ------------- |
| خطوط هوایی ژاپن                              | اسخیپول آمستردام، اوکلند، بنگالورو، سووارنابومی، بارسلونا-ال پرات، برلین تگل، بریزبن، گیمهی، کپنهاگ، دا نانگ، ایندیرا گاندی، حمد، دوبی، دوسلدورف، فرانکفورت، هامبورگ، نوا به، هلسینکی، تان سون نهات، آتاترک، سوئکارنو-هتا، ججو، گاوشیونگ، کوالالامپور، هیترو لندن، Macao، مادرید-باراخاس، نینوی آکوئینو، ملبورن، میلانو مالپنسا، شرمتیوو، چاتراپاتی شیواجی، مونیخ، Nha Trang، گاردرموئن اسلو، شارل دوگل پاریس، پنوم‌پن، پوکت، لئوناردو دا وینچی-فیومیچینو، ناحیه پایتختی سئول، سیم ریپ، چانگی سنگاپور، استکهلم-آرلاندا، سیدنی، تائویوان تایوان، زوریخ | International |
| ایرآسیا ایکس                                 | کوالالامپور | International |
| Air Busan                                    | چارتر فصلی: گیمهی | International |
| ایر کانادا                                   | پیرسون تورنتو | International |
| ایر چاینا                                    | پکن | International |
| ایر دو                                       | آساهیکاوا، هوکایدو، هاکوداته، کوشیرو، ممانبتسو، توکاچی-اوبیهیرو، نیو چیتوز | 2             |
| ایر فرانس                                    | شارل دوگل پاریس | International |
| آل نیپون ایرویز                              | اکیتا، فوکوئوکا، هاچیجوجیما، هاکوداته، هیروشیما، Ishigaki، پایگاه نیروی هوایی، دریایی ایواکونی، کاگوشیما، کوبه، کوچی، کوماتسو، کوماموتو، کوشیرو, ایوامی، ماتسویاما، مییازاکی، مونبتسو، ناگازاکی، چوبو سنترایر، ناها، ناکاشیبتسو، اوداته-نوشیرو، اویتا، اوشیما، اوکایاما، اوساکا، کانزای، سگا، نیو چیتوز، شونایی، تاکاماتسو، توکوشیما، توتوری، تویاما، یاماگوچی اوبه، نوتو، واکانای، هوکایدو، میهو-یوناگو | 2             |
| آل نیپون ایرویز                              | سووارنابومی، پکن، فرانکفورت، نوا به، هنگ کنگ، سوئکارنو-هتا، هیترو لندن، لس‌آنجلس، نینوی آکوئینو، مونیخ، شارل دوگل پاریس، گیمپو، Shanghai-Hongqiao، چانگی سنگاپور، سونگشان تایپه، ونکوور | International |
| آل نیپون ایرویز اجرا توسط ایر ژاپن           | بین الملی هونولولو | International |
| امریکن ایرلاینز                              | لس‌آنجلس (آغاز از ۱۵ اکتبر ۲۰۱۵) | International |
| آسیانا ایرلاینز                              | گیمپو، اینچئون | International |
| بریتیش ایرویز                                | هیترو لندن | International |
| کاتای پاسیفیک                                | هنگ کنگ | International |
| چاینا ایرلاینز                               | سونگشان تایپه | International |
| هواپیمایی شرقی چین                           | Shanghai-Hongqiao | International |
| دلتا ایرلاینز                                | لس‌آنجلس، سیاتل-تاکوما (پایان در ۳۰ سپتامبر ۲۰۱۵) | International |
| دراگون‌ایر                                    | هنگ کنگ | International |
| هواپیمایی امارات                             | دوبی | International |
| اوا ایر                                      | سونگشان تایپه | International |
| گارودا ایندونزیا                             | سوئکارنو-هتا | International |
| هاینان ایرلاینز                              | پکن (آغاز از ۳ ژوئیه ۲۰۱۵) | International |
| Hawaiian Airlines                            | بین الملی هونولولو | International |
| هنگ کنگ اکسپرس                               | هنگ کنگ | International |
| خطوط هوایی ژاپن                              | اکیتا، امامی، ائوموری، آساهیکاوا، هوکایدو، فوکوئوکا، هاکوداته، هیروشیما، ایزومو، کاگوشیما، کیتاکیوشو، کوچی، کوماتسو، کوماموتو، کوشیرو، ماتسویاما، ممانبتسو، میساوا، مییازاکی، ناگازاکی، ناها، توکاچی-اوبیهیرو، اویتا، اوکایاما، اوساکا، کانزای، نیو چیتوز، نانکی–شیراهاما، تاکاماتسو، توکوشیما، یاماگوچی اوبه | 1             |
| خطوط هوایی ژاپن                              | سووارنابومی، پکن، تان سون نهات، هنگ کنگ، بین الملی هونولولو، هیترو لندن، شارل دوگل پاریس، سانفرانسیسکو، گیمپو، Shanghai-Hongqiao، چانگی سنگاپور، سونگشان تایپه چارتر فصلی: میلانو مالپنسا, لئوناردو دا وینچی-فیومیچینو | International |
| خطوط هوایی ژاپن اجرا توسط جی-ایر             | نانکی–شیراهاما، یاماگاتا | 1             |
| خطوط هوایی ژاپن اجرا توسط ژاپن ترانس‌اوشن ایر | Ishigaki، مییاکو، ناها | 1             |
| جونیائو ایرلاینز                             | شانگهای پودنگ (آغاز از ۶ اوت ۲۰۱۵) | International |
| کورین ایر                                    | گیمپو، اینچئون | International |
| لوفت‌هانزا                                    | فرانکفورت، مونیخ | International |
| Peach                                        | تائویوان تایوان (آغاز از ۱۸ اوت ۲۰۱۵) | International |
| فیلیپین ایرلاینز                             | نینوی آکوئینو | International |
| کانتاس                                       | سیدنی (آغاز از ۱ اوت ۲۰۱۵) | International |
| هواپیمایی قطر                                | حمد | International |
| شانگهای ایرلاینز                             | Shanghai-Hongqiao | International |
| سنگاپور ایرلاینز                             | چانگی سنگاپور | International |
| Skymark Airlines                             | آساهیکاوا، هوکایدو، فوکوئوکا، کاگوشیما، کیتاکیوشو، کوبه، کوماموتو، چوبو سنترایر، ناها، نیو چیتوز | 1             |
| Solaseed Air                                 | کاگوشیما، کوماموتو، مییازاکی، ناگازاکی، اویتا | 2             |
| اسپرینگ ایرلاینز                             | شانگهای پودنگ (آغاز از ۵ اوت ۲۰۱۵) | International |
| StarFlyer                                    | کیتاکیوشو | 1             |
| StarFlyer                                    | کانزای، فوکوئوکا، یاماگوچی اوبه | 2             |
| تای ایرویز اینترنشنال                        | سووارنابومی | International |
| یونایتد ایرلاینز                             | سانفرانسیسکو | International |
| ویتنام ایرلاینز                              | نوا به | International |

### Cargo Airlines
| شرکت‌های هواپیمایی | مقصدهای پروازی         |
| ----------------- | ---------------------- |
| ایر اینچئون       | اینچئون                |
| آل نیپون ایرویز   | کانزای، سگا، نیو چیتوز |
| اوا ایر           | تائویوان تایوان        |
| هنگ کنگ ایرلاینز  | هنگ کنگ                |